# Campaña publicitaria

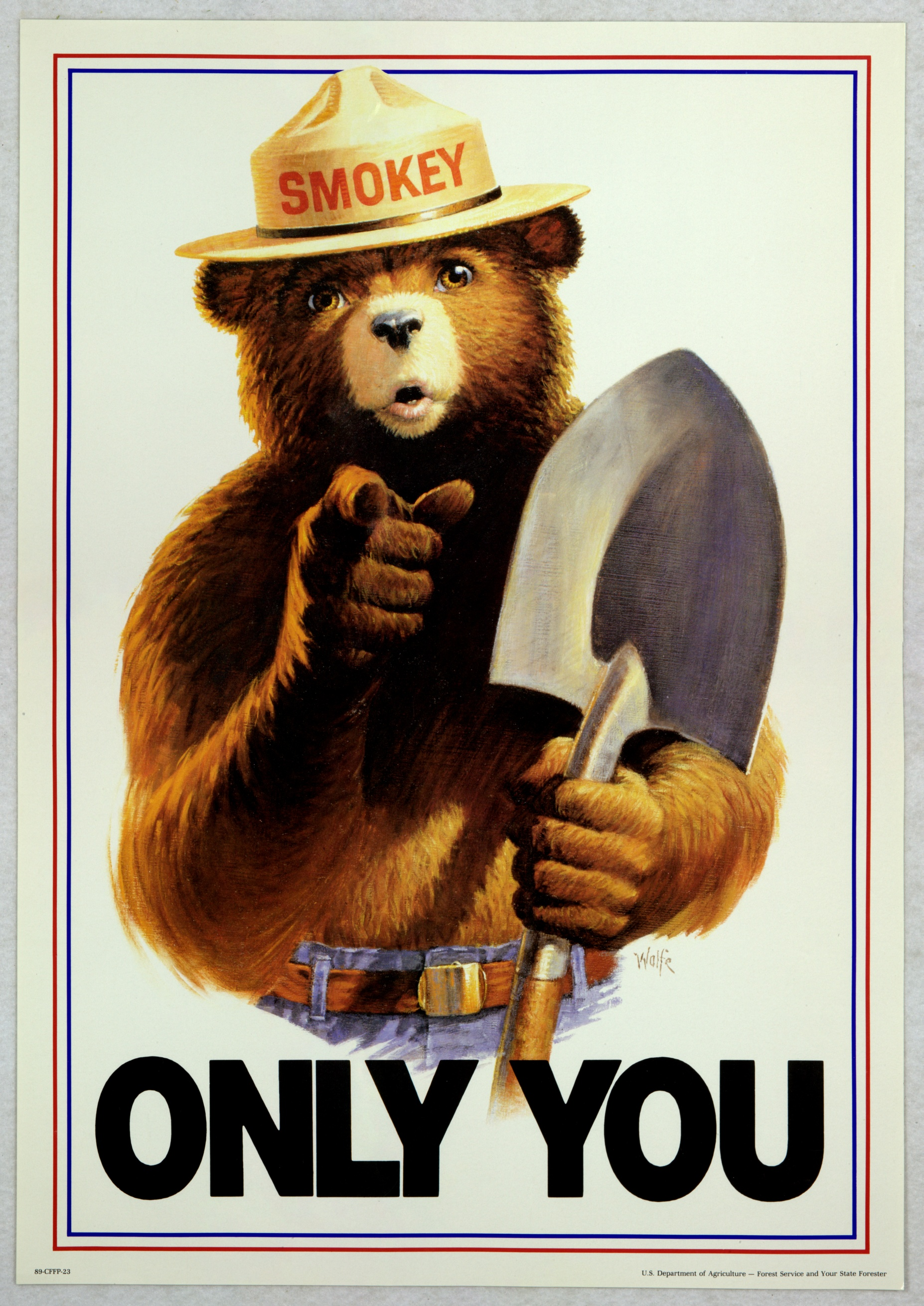
Smokey bear es el icono de la larga campaña del Servicio Forestal de Estados Unidos contra los incendios forestales.

Una campaña publicitaria es una serie de mensajes publicitarios que comparten una idea y tema que en conjunto conforman una comunicación de marketing integrada (CMI). Una CMI es una plataforma en la que un grupo de personas puede agrupar sus ideas, creencias y conceptos en una gran base de medios. Las campañas publicitarias utilizan diversos canales de medios durante un período de tiempo particular y se dirigen a audiencias específicas.
El tema de la campaña es el elemento principal ya que da a conocer el motivo u objetivo de la serie de anuncios, este se usa generalmente por largos periodos de tiempo y por una cantidad variable de anuncios, pero muchos de ellos no suelen durar mucho tiempo al no ser efectivos o por otras condiciones del mercado.
El papel que juegan los medios de comunicación como principal canal de transmisión y soporte es importante para transmitir el tema de la campaña. Periódicos, televisiones, radios e Internet, especialmente en los últimos años, cuentan con múltiples espacios dirigidos a apoyar campañas haciéndolas llegar a los millones de personas consumiendo el contenido. 
La disponibilidad de dinero es un factor que, más que ningún otro, puede limitar la efectividad de una campaña, ya que, para la mayoría de la gente, cuanto más caro o respetado sea el medio utilizado, mayor credibilidad dará a los mensajes transmitidos en la campaña.

## Tipos de campaña
Charles U. Larson clasifica a las campañas en tres tipos: políticas, comerciales (dedicadas a la comercialización de bienes y servicios) y de acción social ( con las que se quiere estabilizar o modificar ideas relacionadas con pautas de conducta y hábitos personales con el fin de obtener un beneficio).